# Estación de Porte de Charenton
Porte de Charenton (en español: Puerta de Charenton) es una estación del metro de París situada en el XII Distrito, al sur de la capital. Pertenece a la línea 8 siendo uno de los terminales de la misma entre 1931 y 1942. En el 2003, fue utilizada por algo más de un millón de pasajeros.

## Historia
La estación fue inaugurada el 5 de mayo de 1931 en ocasión de la Exposición Colonial de ese mismo año. 
Ubicada cerca de la actual Porte de Charenton, la estación debe su nombre a un antiguo acceso o porte, situado en el Muro de Thiers, última fortificación construida alrededor de París con fines defensivos y desmantelada a principios del siglo XX.

## Descripción
Su bóveda, una de las de mayor envergadura de la red, alberga cuatro vías y dos andenes ordenados de la siguiente forma: v-a-v-v-a-v. 
La estación está totalmente revestida de azulejos blancos planos, sin biselar.
La iluminación es de estilo Motte y se realiza con lámparas resguardadas en estructuras rectangulares de color naranja que sobrevuelan los dos andenes. A ese mismo estilo corresponde la tipografía usada en la señalización y los asientos, que en este caso forman isletas de color naranja en la que se han colocados asientos individualizados.  